# Sarvgöl (Hjorteds socken, Småland, 639104-152347)
Sarvgöl är en sjö i Västerviks kommun i Småland och ingår i Botorpsströmmens huvudavrinningsområde.